# Túnel Cheung Tsing
El Túnel Cheung Tsing (en chino: 長青隧道), también escrito como Túnel Cheung Ching, es un túnel doble de 3 carriles en la isla de Tsing Yi, en Hong Kong una región administrativa especial al sur de China. Es parte de la autopista Tsing Kwai de la Ruta 3. Su extremo este se conecta al puente del canal Rambler y al oeste con la autopista Cheung Tsing. El túnel fue inaugurado el 22 de mayo de 1997 y es el segundo túnel gratuito en Hong Kong. Su longitud es de unos 1,6 kilómetros.
El túnel recibió el nombre de "Cheung Ching" (长青), ya que está por debajo de la propiedad Cheung Ching, la primera urbanización pública en la isla.